# Lijst van longloze salamanders
Dit is een lijst van longloze salamanders. De longloze salamanders (Plethodontidae) zijn een familie van salamanders. Onderstaand een lijst van soorten salamanders uit deze familie.
- Aneides aeneus
- Aneides ferreus
- Aneides flavipunctatus
- Aneides hardii
- Aneides lugubris
- Aneides vagrans
- Batrachoseps altasierrae
- Batrachoseps aridus
- Batrachoseps attenuatus
- Batrachoseps bramei
- Batrachoseps campi
- Batrachoseps diabolicus
- Batrachoseps gabrieli
- Batrachoseps gavilanensis
- Batrachoseps gregarius
- Batrachoseps incognitus
- Batrachoseps kawia
- Batrachoseps luciae
- Batrachoseps major
- Batrachoseps minor
- Batrachoseps nigriventris
- Batrachoseps pacificus
- Batrachoseps regius
- Batrachoseps relictus
- Batrachoseps robustus
- Batrachoseps simatus
- Batrachoseps stebbinsi
- Batrachoseps wrighti
- Bolitoglossa adspersa
- Bolitoglossa alberchi
- Bolitoglossa altamazonica
- Bolitoglossa alvaradoi
- Bolitoglossa anthracina
- Bolitoglossa aureogularis
- Bolitoglossa biseriata
- Bolitoglossa borburata
- Bolitoglossa bramei
- Bolitoglossa capitana
- Bolitoglossa carri
- Bolitoglossa cataguana
- Bolitoglossa celaque
- Bolitoglossa centenorum
- Bolitoglossa cerroensis
- Bolitoglossa chica
- Bolitoglossa chinanteca
- Bolitoglossa colonnea
- Bolitoglossa compacta
- Bolitoglossa conanti
- Bolitoglossa copia
- Bolitoglossa cuchumatana
- Bolitoglossa cuna
- Bolitoglossa daryorum
- Bolitoglossa decora
- Bolitoglossa diaphora
- Bolitoglossa digitigrada
- Bolitoglossa diminuta
- Bolitoglossa dofleini
- Bolitoglossa dunni
- Bolitoglossa engelhardti
- Bolitoglossa epimela
- Bolitoglossa equatoriana
- Bolitoglossa eremia
- Bolitoglossa flavimembris
- Bolitoglossa flaviventris
- Bolitoglossa franklini
- Bolitoglossa gomezi
- Bolitoglossa gracilis
- Bolitoglossa guaneae
- Bolitoglossa guaramacalensis
- Bolitoglossa hartwegi
- Bolitoglossa heiroreias
- Bolitoglossa helmrichi
- Bolitoglossa hermosa
- Bolitoglossa hiemalis
- Bolitoglossa huehuetenanguensis
- Bolitoglossa hypacra
- Bolitoglossa indio
- Bolitoglossa insularis
- Bolitoglossa jacksoni
- Bolitoglossa kamuk
- Bolitoglossa kaqchikelorum
- Bolitoglossa la
- Bolitoglossa leandrae
- Bolitoglossa lignicolor
- Bolitoglossa lincolni
- Bolitoglossa longissima
- Bolitoglossa lozanoi
- Bolitoglossa macrinii
- Bolitoglossa magnifica
- Bolitoglossa marmorea
- Bolitoglossa medemi
- Bolitoglossa meliana
- Bolitoglossa mexicana
- Bolitoglossa minutula
- Bolitoglossa mombachoensis
- Bolitoglossa morio
- Bolitoglossa mulleri
- Bolitoglossa nicefori
- Bolitoglossa nigrescens
- Bolitoglossa ninadormida
- Bolitoglossa nussbaumi
- Bolitoglossa nympha
- Bolitoglossa oaxacensis
- Bolitoglossa obscura
- Bolitoglossa occidentalis
- Bolitoglossa odonnelli
- Bolitoglossa omniumsanctorum
- Bolitoglossa oresbia
- Bolitoglossa orestes
- Bolitoglossa pacaya
- Bolitoglossa palmata
- Bolitoglossa pandi
- Bolitoglossa paraensis
- Bolitoglossa peruviana
- Bolitoglossa pesrubra
- Bolitoglossa phalarosoma
- Bolitoglossa platydactyla
- Bolitoglossa porrasorum
- Bolitoglossa psephena
- Bolitoglossa pygmaea
- Bolitoglossa ramosi
- Bolitoglossa riletti
- Bolitoglossa robinsoni
- Bolitoglossa robusta
- Bolitoglossa rostrata
- Bolitoglossa rufescens
- Bolitoglossa salvinii
- Bolitoglossa savagei
- Bolitoglossa schizodactyla
- Bolitoglossa silverstonei
- Bolitoglossa sima
- Bolitoglossa sombra
- Bolitoglossa sooyorum
- Bolitoglossa splendida
- Bolitoglossa striatula
- Bolitoglossa stuarti
- Bolitoglossa subpalmata
- Bolitoglossa suchitanensis
- Bolitoglossa synoria
- Bolitoglossa tamaense
- Bolitoglossa tatamae
- Bolitoglossa taylori
- Bolitoglossa tica
- Bolitoglossa tzultacaj
- Bolitoglossa vallecula
- Bolitoglossa veracrucis
- Bolitoglossa walkeri
- Bolitoglossa xibalba
- Bolitoglossa yucatana
- Bolitoglossa zacapensis
- Bolitoglossa zapoteca
- Bradytriton silus
- Chiropterotriton arboreus
- Chiropterotriton chiropterus
- Chiropterotriton chondrostega
- Chiropterotriton cracens
- Chiropterotriton dimidiatus
- Chiropterotriton lavae
- Chiropterotriton magnipes
- Chiropterotriton mosaueri
- Chiropterotriton multidentatus
- Chiropterotriton orculus
- Chiropterotriton priscus
- Chiropterotriton terrestris
- Cryptotriton alvarezdeltoroi
- Cryptotriton monzoni
- Cryptotriton nasalis
- Cryptotriton sierraminensis
- Cryptotriton veraepacis
- Cryptotriton wakei
- Dendrotriton bromeliacius
- Dendrotriton chujorum
- Dendrotriton cuchumatanus
- Dendrotriton kekchiorum
- Dendrotriton megarhinus
- Dendrotriton rabbi
- Dendrotriton sanctibarbarus
- Dendrotriton xolocalcae
- Desmognathus abditus
- Desmognathus aeneus
- Desmognathus apalachicolae
- Desmognathus auriculatus
- Desmognathus brimleyorum
- Desmognathus carolinensis
- Desmognathus conanti
- Desmognathus folkertsi
- Desmognathus fuscus
- Desmognathus imitator
- Desmognathus marmoratus
- Desmognathus monticola
- Desmognathus ochrophaeus
- Desmognathus ocoee
- Desmognathus orestes
- Desmognathus organi
- Desmognathus planiceps
- Desmognathus quadramaculatus
- Desmognathus santeetlah
- Desmognathus welteri
- Desmognathus wrighti
- Ensatina eschscholtzii
- Eurycea aquatica
- Eurycea bislineata
- Eurycea chamberlaini
- Eurycea chisholmensis
- Eurycea cirrigera
- Eurycea guttolineata
- Eurycea junaluska
- Eurycea latitans
- Eurycea longicauda
- Eurycea lucifuga
- Eurycea multiplicata
- Eurycea nana
- Eurycea naufragia
- Eurycea neotenes
- Eurycea pterophila
- Eurycea quadridigitata
- Eurycea rathbuni
- Eurycea robusta
- Eurycea sosorum
- Eurycea spelaea
- Eurycea tonkawae
- Eurycea tridentifera
- Eurycea troglodytes
- Eurycea tynerensis
- Eurycea waterlooensis
- Eurycea wilderae
- Gyrinophilus gulolineatus
- Gyrinophilus palleucus
- Gyrinophilus porphyriticus
- Gyrinophilus subterraneus
- Haideotriton wallacei
- Hemidactylium scutatum
- Hydromantes ambrosii
- Hydromantes brunus
- Hydromantes flavus
- Hydromantes genei
- Hydromantes imperialis
- Hydromantes italicus
- Hydromantes platycephalus
- Hydromantes sarrabusensis
- Hydromantes shastae
- Hydromantes strinatii
- Hydromantes supramontis
- Ixalotriton niger
- Ixalotriton parvus
- Karsenia koreana
- Nototriton abscondens
- Nototriton barbouri
- Nototriton brodiei
- Nototriton gamezi
- Nototriton guanacaste
- Nototriton lignicola
- Nototriton limnospectator
- Nototriton major
- Nototriton matama
- Nototriton picadoi
- Nototriton picucha
- Nototriton richardi
- Nototriton saslaya
- Nototriton stuarti
- Nototriton tapanti
- Nototriton tomamorum
- Nyctanolis pernix
- Oedipina alfaroi
- Oedipina alleni
- Oedipina altura
- Oedipina carablanca
- Oedipina chortiorum
- Oedipina collaris
- Oedipina complex
- Oedipina cyclocauda
- Oedipina elongata
- Oedipina fortunensis
- Oedipina gephyra
- Oedipina gracilis
- Oedipina grandis
- Oedipina ignea
- Oedipina kasios
- Oedipina koehleri
- Oedipina leptopoda
- Oedipina maritima
- Oedipina motaguae
- Oedipina nica
- Oedipina nimaso
- Oedipina pacificensis
- Oedipina parvipes
- Oedipina paucidentata
- Oedipina petiola
- Oedipina poelzi
- Oedipina pseudouniformis
- Oedipina quadra
- Oedipina salvadorensis
- Oedipina savagei
- Oedipina stenopodia
- Oedipina stuarti
- Oedipina taylori
- Oedipina tomasi
- Oedipina tzutujilorum
- Oedipina uniformis
- Parvimolge townsendi
- Phaeognathus hubrichti
- Plethodon ainsworthi
- Plethodon albagula
- Plethodon amplus
- Plethodon angusticlavius
- Plethodon asupak
- Plethodon aureolus
- Plethodon caddoensis
- Plethodon chattahoochee
- Plethodon cheoah
- Plethodon chlorobryonis
- Plethodon cinereus
- Plethodon cylindraceus
- Plethodon dorsalis
- Plethodon dunni
- Plethodon electromorphus
- Plethodon elongatus
- Plethodon fourchensis
- Plethodon glutinosus
- Plethodon grobmani
- Plethodon hoffmani
- Plethodon hubrichti
- Plethodon idahoensis
- Plethodon jordani
- Plethodon kentucki
- Plethodon kiamichi
- Plethodon kisatchie
- Plethodon larselli
- Plethodon meridianus
- Plethodon metcalfi
- Plethodon mississippi
- Plethodon montanus
- Plethodon neomexicanus
- Plethodon nettingi
- Plethodon ocmulgee
- Plethodon ouachitae
- Plethodon petraeus
- Plethodon punctatus
- Plethodon richmondi
- Plethodon savannah
- Plethodon sequoyah
- Plethodon serratus
- Plethodon shenandoah
- Plethodon sherando
- Plethodon shermani
- Plethodon stormi
- Plethodon teyahalee
- Plethodon vandykei
- Plethodon variolatus
- Plethodon vehiculum
- Plethodon ventralis
- Plethodon virginia
- Plethodon websteri
- Plethodon wehrlei
- Plethodon welleri
- Plethodon yonahlossee
- Pseudoeurycea ahuitzotl
- Pseudoeurycea altamontana
- Pseudoeurycea amuzga
- Pseudoeurycea anitae
- Pseudoeurycea aquatica
- Pseudoeurycea aurantia
- Pseudoeurycea bellii
- Pseudoeurycea boneti
- Pseudoeurycea brunnata
- Pseudoeurycea cafetalera
- Pseudoeurycea cephalica
- Pseudoeurycea cochranae
- Pseudoeurycea conanti
- Pseudoeurycea exspectata
- Pseudoeurycea firscheini
- Pseudoeurycea gadovii
- Pseudoeurycea galeanae
- Pseudoeurycea gigantea
- Pseudoeurycea goebeli
- Pseudoeurycea juarezi
- Pseudoeurycea leprosa
- Pseudoeurycea lineola
- Pseudoeurycea longicauda
- Pseudoeurycea lynchi
- Pseudoeurycea maxima
- Pseudoeurycea melanomolga
- Pseudoeurycea mixcoatl
- Pseudoeurycea mixteca
- Pseudoeurycea mystax
- Pseudoeurycea naucampatepetl
- Pseudoeurycea nigromaculata
- Pseudoeurycea obesa
- Pseudoeurycea orchileucos
- Pseudoeurycea orchimelas
- Pseudoeurycea papenfussi
- Pseudoeurycea praecellens
- Pseudoeurycea quetzalanensis
- Pseudoeurycea rex
- Pseudoeurycea robertsi
- Pseudoeurycea ruficauda
- Pseudoeurycea saltator
- Pseudoeurycea scandens
- Pseudoeurycea smithi
- Pseudoeurycea tenchalli
- Pseudoeurycea teotepec
- Pseudoeurycea tlahcuiloh
- Pseudoeurycea tlilicxitl
- Pseudoeurycea unguidentis
- Pseudoeurycea werleri
- Pseudotriton montanus
- Pseudotriton ruber
- Stereochilus marginatus
- Thorius adelos
- Thorius arboreus
- Thorius aureus
- Thorius boreas
- Thorius dubitus
- Thorius grandis
- Thorius infernalis
- Thorius insperatus
- Thorius lunaris
- Thorius macdougalli
- Thorius magnipes
- Thorius minutissimus
- Thorius minydemus
- Thorius munificus
- Thorius narismagnus
- Thorius narisovalis
- Thorius omiltemi
- Thorius papaloae
- Thorius pennatulus
- Thorius pulmonaris
- Thorius schmidti
- Thorius smithi
- Thorius spilogaster
- Thorius troglodytes
- Urspelerpes brucei